# Абрамович, Михаил Соломонович
Михаи́л Соломо́нович (Ме́ер Шо́ломович) Абрамо́вич (1859, Бердичев, Киевская губерния, Российская империя — 1940, Брюссель, Бельгия) — русский поэт и переводчик, юрист, адвокат. Сын классика еврейской литературы Менделе Мойхер-Сфорима.

## Биография
Родился в Бердичеве, где после женитьбы на Песе Левиной поселился его отец — писатель и педагог Соломон Моисеевич Абрамович. Учился в русской гимназии в Житомире, но не успел закончить. В марте 1877 года был привлечён к дознанию по обвинению в распространении «преступных» изданий и в участии в житомирском революционном кружке молодёжи (дело Чуйкова). С 8 апреля по 31 мая 1877 года подвергнут домашнему аресту (дело прекращено 30 марта 1878 года). Переехал в Санкт-Петербург, где 30 августа того же года вторично привлечён к дознанию по делу о тайных сношениях с арестантами Петербургского Дома предварительного заключения, по обвинению в близком знакомстве с обвиняемыми по делу Вайнштейном и Тартаковским (дело прекращено 4 октября 1879 года), 27 ноября 1879 года в административном порядке выслан под гласный надзор полиции в Пинегу Архангельской губернии. В 1880 году переведён в Самарскую губернию, в 1881 году — в Казанскую губернию.
В 1886 году, по окончании юридического факультета, сдал экзамен на степень кандидата права. Был помощником присяжного поверенного в Петербургском округе, затем присяжным поверенным в Петербурге. Начал публиковать стихи в русско-еврейских и русских периодических изданиях (на общие и еврейские темы) в конце 1870-х годов (в том числе под псевдонимом Фантазёр). В его сборник «Стихотворения» (СПб, 1889) вошли произведения на библейские сюжеты, а также стихи на еврейскую тематику.
К его лучшим произведениям относятся стих  на библейские темы  «Подражание Иезекиилю» (1880), «Дебора» (1883), «Божья Кара» (1883), «Иеремия» (1884).
Некоторое время жил в Одессе. После Октябрьской революции покинул Россию.

## Семья
- Жена — драматург Манефа Авенировна Фревиль (в замужестве — Фревиль-Абрамович), автор драмы «На посту», дочь бониста Авенира Карловича Фревиля (губернского секретаря Государственного заёмного банка в Риге). Брак поначалу не был зарегистрирован в силу иудейского вероисповедания жениха, но когда их сыну как внебрачному ребёнку было отказано в поступлении в школу М. С. Абрамович принял христианство[7].
  - Сын — авиатор Всеволод Михайлович Абрамович.
- Племянник — музыковед Александр Владимирович Абрамович.

## Книги
- Стихотворения. — СПб: Типо-литография А. Е. Ландау, 1889. — 232 с.